# 人民意志党
人民意志党（阿拉伯语：حزب إرادة الشعب）是叙利亚的一个左翼政党。该党成立于2012年。该党的意识形态为共产主义、马克思列宁主义。该党是温和反对派争取变革和解放人民阵线的成员。
该党是在其创始成员被叙利亚共产党 (巴格达什派)指控为托洛茨基主义者，进而开除出组织后成立的。